# Rui Machete
Rui Manuel Parente Chancerelle de Machete, né le 7 avril 1940 à Setúbal, est un homme politique portugais, membre et ancien président du Parti social-démocrate (PPD/PSD). Il est ministre des Affaires étrangères entre juillet 2013 et novembre 2015.

## Biographie
Avocat de formation, il a été député à l'Assemblée de la République entre 1976 et 1980, puis de 1985 à 1995. Après avoir été brièvement ministre des Affaires sociales dans le VIe gouvernement provisoire (pt), du 19 septembre 1975 au 23 septembre 1976, il a siégé au sein du IXe gouvernement constitutionnel, constitué d'une grande coalition entre le Parti socialiste (PS) et le PPD/PSD. Il a d'abord été ministre de la Justice à compter du 9 juin 1983, puis Vice-Premier ministre et ministre de la Défense nationale à partir du remaniement du 15 février 1985, jusqu'à la fin anticipée du mandat, le 6 novembre suivant.